# Marilton Borges
Marilton Fragoso Borges (Belo Horizonte, 31 de maio de 1943) é um pianista e compositor brasileiro. Um dos integrantes do movimento musical de artistas conhecido como Clube da Esquina. Tocou por muitos anos com Milton Nascimento. É irmão dos músicos Lô Borges, Márcio Borges, Telo Borges, Yé Borges, Nico Borges e Solange Borges.